# George Wanderley
George Souto Maior Wanderley (João Pessoa, 12 september 1996), spelersnaam George, is een Braziliaans beachvolleyballer.

## Carrière
George werd in 2014 met Arthur Lanci in Porto wereldkampioen in de leeftijdsgroep onder de 19, nadat hij een jaar eerder met Renato Gervasio zeventiende was geworden bij hetzelfde toernooi. In 2015 debuteerde hij met Joalisson 'Jo' Gomes in Rio de Janeiro in de FIVB World Tour. Het jaar daarop was George met verschillende partners – waaronder Arthur, Jo en Thiago Barbosa – actief in verschillende competities. Met Arthur werd hij in Luzern wereldkampioen onder 21 en met Jo behaalde hij een vijfde plaats bij het Open-toernooi van Fortaleza. Het daaropvolgende seizoen speelde hij met Thiago vijf wedstrijden in het Braziliaanse circuit met een zege in João Pessoa als beste resultaat. Met Vitor Felipe deed hij mee aan vier internationale toernooien met onder meer een overwinning in Espinho en negende plaats in Den Haag als resultaat. In 2018 partnerde George achtereenvolgens met Pedro Solberg en Thiago en nam hij in totaal deel aan zes wedstrijden in de World Tour. Met Pedro noteerde hij drie toptienklasseringen met een vierde plaats in Fort Lauderdale als beste resultaat en met Thiago kwam hij tot een tweede plaats in Haiyang.
Het jaar daarop nam hij met Thiago deel aan het FIVB-toernooi van Sydney, waarna George van partner wisselde naar André Loyola. In aanloop naar de wereldkampioenschappen in Hamburg deed het duo mee aan zes toernooien in de World Tour met een derde plaats (Jinjiang) en vier negende plaatsen als resultaat. In Hamburg eindigden George en André duo als vijfde nadat ze in de kwartfinale werden uitgeschakeld door de Amerikanen Tri Bourne en Trevor Crabb. Na afloop deden ze mee aan vijf reguliere toernooien en werden ze tweede in Espinho en vijfde in Tokio. Bij de World Tour Finals in Rome eindigden ze als zeventiende, bij het olympisch kwalificatietoernooi in Haiyang als vijfde en bij het toernooi van Chetumal als negende. In 2021 deed het tweetal mee aan zes internationale toernooien, waarbij een eerste (Itapema) en derde plaats (Ostrava) behaald werden. Het daaropvolgende seizoen wonnen ze het Challenge-toernooi van Itapema en behaalden ze bij vijf Elite 16-toernooien een derde (Jurmala) en twee vijfde plaatsen (Rosarito en Ostrava). Bij wereldkampioenschappen in Rome wonnen George en André het brons. In de halve finale verloren ze van de latere kampioenen Anders Mol en Christian Sørum en in de troostfinale waren ze vervolgens in drie sets te sterk voor de Amerikanen Chaim Schalk en Theodore Brunner.

## Palmares
Kampioenschappen
- 2014:  WK U19
- 2016:  WK U21
- 2019: 5e WK
- 2022:  WK

FIVB World Tour
- 2017:  2* Espinho
- 2018:  3* Haiyang
- 2019:  4* Jinjiang
- 2019:  4* Espinho
- 2021:  4* Ostrava
- 2021:  4* Itapema

Beach Pro Tour
- 2022:  Itapema Challenge
- 2022:  Elite16 Jurmala
- 2022:  Elite16 Uberlândia
- 2023:  Itapema Challenge
- 2023:  Jurmala Challenge
- 2023:  Elite16 Gstaad
- 2023:  Beach Pro Tour Final Doha